# Miotica
Miotica zijn oogdruppels met een pupilvernauwend effect. Op basis van fysiologische werking wordt er in de oogheelkunde onderscheid gemaakt in twee soorten: 
- Parasympathicomimetica: Hieronder vallen druppels die pupilvernauwing geven door het stimuleren van de musculus sphincter pupillae. Voorbeelden van deze middelen zijn pilocarpine, carbacholine en fysiostigmine.[1]
- Sympathicolytica: Hieronder vallen oogdruppels die pupilvernauwing geven door remming van de musculus dilatator pupillae. Een voorbeeld hiervan is thymoxamine dat vaak wordt gebruikt bij de behandeling van acuut glaucoom.[1]